# Galjonsfigurerna i Sjöfartsmuseet Akvariet

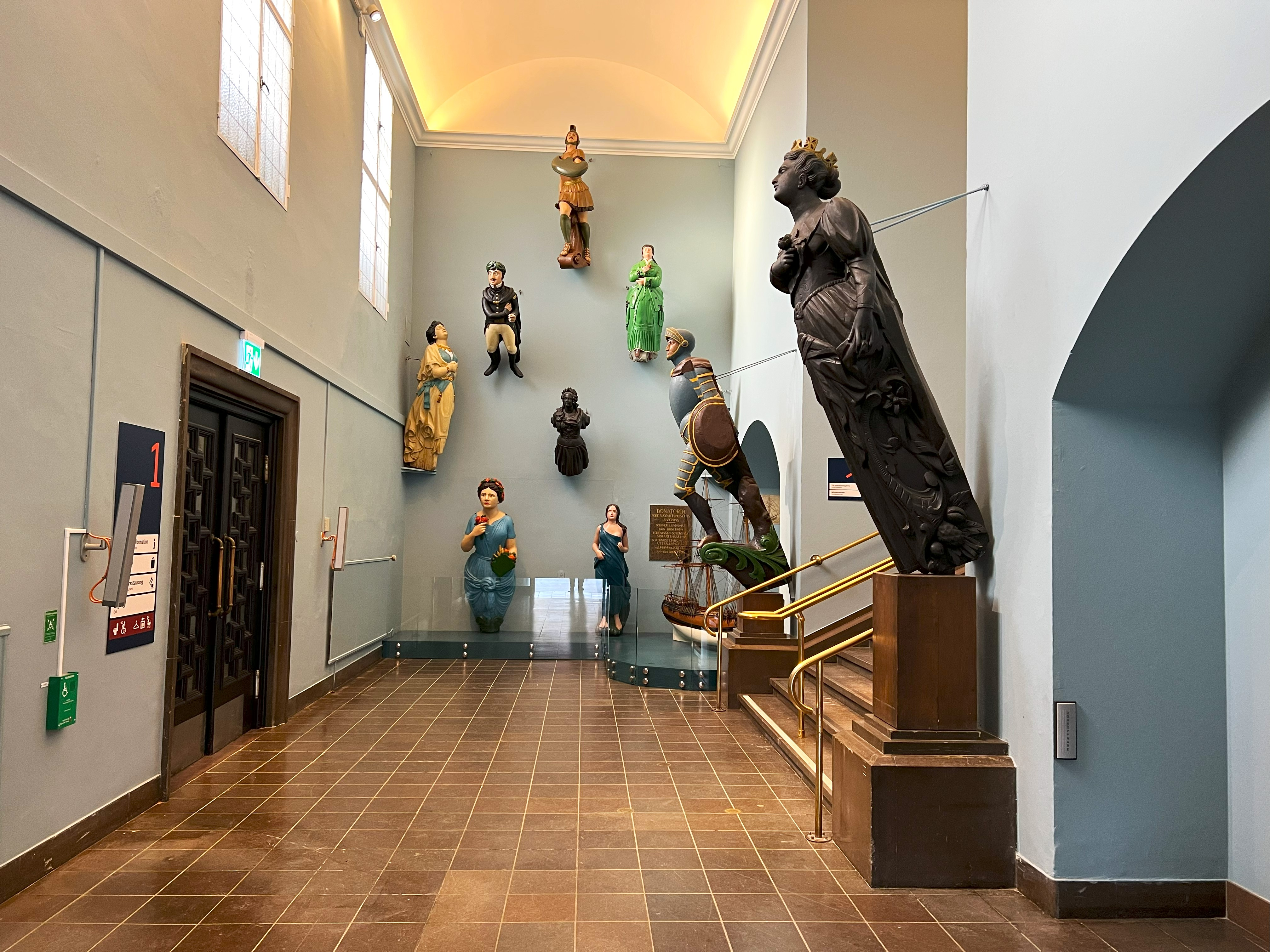
Galjonsfigurhallen i Sjöfartsmuseet Akvariet.

Galjonsfigurerna i Sjöfartsmuseet Akvariet är en samling av 49 galjonsfigurer hos Sjöfartsmuseet Akvariet i Göteborg. 

## Historia
En majoritet av galjonsfigurerna i Sjöfartsmuseets samlingar kommer från 1800-talets seglande fartyg. Det finns också enstaka från 1700-talet och en som sannolikt är från ett ångfartyg. Beroende på deras tillkomsthistoria, kan figurerna indelas i två huvudgrupper: dels Sjöfartsmuseets ursprungliga samling, som byggts upp under 1900-talet, dels "Skagensamlingen" som var deponerad på museet från våren 1982 till hösten 2018. Skagensamlingens figurer har alla samlats ihop på Skagen i Danmark men skiljer sig inte typologiskt eller tidsmässigt ifrån museets ursprungliga samling, utan tillhör 1800-talets senare hälft. Ursprungssamlingen består av 14 galjonsfigurer som med några få undantag insamlats från förlista fartyg på svenska västkusten. Flertalet skänktes 1933 i samband med den nya museibyggnadens tillkomst, och hade då haft flera ägare innan dess. En av de mest framträdande figurerna är den som tillhört 4-mastade barkentinen Oberon.  Fartyget byggdes av stål i Glasgow 1893 och försågs med en galjonsfigur föreställande en mörkhårig, mogen kvinna i 3/4 figur. Oberon var norsk från 1909 och övergick i danska händer 1916. Åtta år senare såldes hon åter till England, där hon dock inte klarade de vikande sjöfartskonjunkturerna efter första världskriget och därför slutade sina dagar som kolholk i Sydafrika. Figuren hittades av en svensk sjökapten i Kapstaden och skänktes 1938 till Sjöfartsmuseet. Fram till 1982 var figuren utlånad till Henriksbergs restaurang.

### Skagensamlingen
"Skagensamlingen" med 35 figurer köptes av Nordstjernan AB 1938 och var deponerad hos Sjöfartsmuseet från våren 1982 till hösten 2018. Hela samlingen av 35 figurer tillkom i Skagen under slutet av 1800-talet och början av 1900-talet. Skagen hotell tillfördes efterhand samlingen och den fungerade som inredning i restaurangen. "Galjonssalen" blev snabbt ett begrepp och en turistmagnet. Skagen ansågs som en farlig udde för sjöfarten, och då trafiken med segelfartyg under 1800-talet var som tätast, kunde fler än 20 strandningar ske årligen inom Skagens tulldistrikt. År 1879 var det svartaste året, då inte mindre än 13 fartyg strandade under en kraftig storm den 15 och 16 december. Totalt strandade 29 fartyg på Skagen det året. På Skagen hotell samlades under åren 35 galjonsfigurer, 3 galjonsornament, 11 reliefer eller delar av ornament samt 27 namnbräden samt annan fartygsutrustning som signalkanoner och lanternor. 
Galjonsfigurerna hängde i hotellet fram till 1938 då ägarinnan Ingeborg Östergård, som dessförinnan fått ekonomiska problem, såg sig tvingad att skaffa fram pengar för att rusta upp hotellet. Galjonsfigurerna och all maritim utsmyckning utbjöds därför till försäljning. Olika sätt att kunna bevara samlingen i Skagen prövades, men utan resultat. Till slut kunde varken insamlingar eller myndigheter rädda samlingen kvar. Den svenske skeppsredaren generalkonsul Axel Ax:son Johnson hade som sommargäst i Skagen blivit intresserad av samlingen. Han erbjöd 70 000 kronor för samtliga maritima effekter, en stor summa efter dåtidens mått. Eftersom ingen kunde komma i närheten av anbudet, såldes samlingen till Axel Ax:son Johnson.
Den danska bestörtningen blev stor då tidningarna på svenska sidan beskrev hur "sju stora lådor om 8 ton med beteckningar som 'Sokler' och 'Forsigtig' fanns ombord på Kronprinsessan Ingrid vid ankomsten till Göteborg den 23.9 1938". Även på svensk sida betraktades affären som en stor förlust för Skagen: "Galjonsfigurerna är samtliga dokument till denna kusts säregna historia om dystra olyckor och strålande hjältedåd".
Lådorna med galjonsfigurer fördes till Johnsonkoncernens magasin i Dalanäs på Hisingen. Axel Ax:son Johnsons målsättning var att skapa ett eget sjöfartsmuseum, då han var mycket kulturhistoriskt intresserad och inte minst av sjöfart. Av olika skäl kom hans museiplaner aldrig att förverkligas, varför hans galjonsfigurer fick stanna i magasin under lång tid. På 1950-talets mitt flyttades samlingen till Avesta i Dalarna, där den blev kvar till 1981 då kontakter mellan Johnsons och Sjöfartsmuseet i Göteborg togs. Möjligheterna till att deponera Skagensamlingen i en lämplig lokal undersöktes, efter att samlingen genomgåtts och konserverats under museets ledning. Museet tog därefter emot depositionen och i den stora minneshallen i museets mitt - med en golvyta på 300 kvadratmeter och en takhöjd på 9 meter, kunde en sal för galjonsfigurerna skapas. Lokalen utrustades med klimatanläggning och en ungefärlig relativ fuktighet på 60% i en konstant temperatur på omkring 18°. Samlingen överlämnades som deposition till Sjöfartsmuseet den 20 mars 1982. 
År 1982 lät man besiktiga hela samlingen för att fastställa konserveringsbehovet, efter galjonsfigurernas 44-åriga magasinering. Arbetet genomfördes av Sam Svensson, intendent vid Statens sjöhistoriska museum. Det konstaterades då att tillståndet var allvarligt för många av de större figurerna, med röta i de inre delarna. Varje figur fick en individuell, omsorgsfull behandling då många olika typer av skador förekom. Konserveringen utfördes av konservator Karl Gutjahr från Göteborg under 1981 och 1982.

### Identifiering
Rederitjänstemannen Gustav Storm skickades 1951 av Johnsonkoncernen till Göteborg för att inventera samtliga figurer i magasinet på Dalanäs. Han registrerade noggrant innehållet i 23 packlårar, och därefter upprättades en lista över skagensamlingen med uppgifter på lådans nummer, galjonsfigur och namn på fartyget samt strandningstillfälle och ort. Storm måste vid tillfället ha haft tillgång till en lista över föremålens proveniens, vilken senare inte har återfunnits. Hans lista är i det följande kronologiskt sammanställd samt kompletterad med upplysningar från Det danske Redningsväsens beretninger:

- Briggen Charlotta av Gävle, strandad den 29.10 1851 vid Thorup strand, Kollerup. 11 man räddade med raketapparat.
- Barken Norma av Tønsberg, strandad 2.1 1855. 10 man räddade med räddningsbåt från Nörre Tornby Hirtshals.
- Fregattskeppet Geors av Danzig, strandat 1857 vid Agger. 23 man räddade med raketapparat från Vester Agger.
- Barken Anne av Whitby, England, strandad den 3.101858 i Vedersö. Sju man räddade med raketapparat.
- Barken Stella av Köpenhamn, strandad på Skagen den 2.10 1858. På resa Simrishamn till Grimsbv i England med slipers. 7 man räddade med räddningsbåt från Skagen.
- Skonerten Pilot av Montrose i Skottland, strandad 2.11 1859 vid Hillerslev-Hindberg n. Thisted. 4 man räddade med raketapparat från Klithmöller.
- Barken Marie av Kristianstad, strandad den 30.11 1861 vid Fjand. 15 man räddade med raketapparat från Fjand.
- Barken Neptun av Leith, England, strandad 12.9 1863 nära Blokhus. 12 man räddade med raketapparat från Blokhus.
- Fregattskeppet Friedrich Wilhelm IV av Danzig, strandat den 27.101864 vid Furreby. 19 man räddade med räddningsbåt från Lökken.
- Barken Johannes Kepler av Rostock grundstötte den 24.4 1866. Besättningen kom inte iland.
- Briggen Flora av Larvik, strandad 9.5 1866. Nio man räddade med räddningsbåt från Nörre Tornby.
- Barken Meran avStettin, strandad på Skagen den 4.81866 på resa från Sicilien till Stettin med svavel. 12 man räddade med egen hjälp.
- Skonerten Pauline et Marie av Nantes i Frankrike, strandad den 7.12 1867 vid Tyborön. Sju man räddade med raketapparat från Tyborön.
- Briggen Francisca av Stettin, strandad vid Blåvand den 6.21868. Nio man räddade med räddningsbåt från Blåvand.
- Barken Henriette av Rostock, strandad på Skagen den 1.10 1868 på resa från Grangesmouth till Rostock med kol. Sex man räddade med egen hjälp, en man med räddningsbåt.
- Fregattskeppet C L Bahr av Danzig, strandat på Skagen den 12.121871 på resa från London till Danzig i barlast. 18 man räddade med räddningsbåten från Höjen.
- Barken Marie av Neuvediep förlist 1871.
- Barken Panama av Blyth, strandad den 20.3 1872 på Skagen. På resa från Shields till Köpenhamn med kol. Nio man räddade.
- Barken Regina av Kragerø, strandad den 17.12 1873 vid Nörre Tornby. 10 man räddade med raketapparat.
- Barken Örnskjöld av Härnösand, strandad den 29.11 1873 på Skagens sydsida på resa från Domsjö till Palma på Mallorca med last av plankor.
- Briggen Mary Mitcheson av Halmstad, strandad den 23.3 1874 vid Vedersö. Åtta man räddade med räddningsbåt från Vedersö samt av egen hjälp.
- Skonertbarken Eric Sparre av Vänersborg, strandad vid Skagen den 2.2 1876 på resa från Göteborg till Nantes med stångjärn. Åtta man räddade genom assistans från land.
- Skonerten Neptunus av Varberg, strandad på Skagen den 3.9 1875 på resa från Nedre Kalix till Grimsby med plankor. Fem man räddade av egen hjälp. Kom åter flott.
- Fregattskeppet China av Bath, strandat den 6.5 1879 vid Lökken. Alla räddade i räddningsbåt från Lökken.
- Barken Onkel av Gestemünde, Tyskland, strandad på Skagen den 14.10 1881 på resa från Sundsvall till Honfleur med plankor. Alla räddade med privat assistans.
- Barken Elina av Åland, strandad den 20.2 1882 vid Torup strand, Kollerup på resa Köpenhamn till Honfleur med trälast. 11 man räddade med räddningsbåt.
- Barken Juventa av Christiania, strandad vid Lyngby den 20.1 1883. Fyra man drunknade och tre räddades med raketapparat från Lyngby och med egen hjälp.
- Fregattskeppet Gitana av Liverpool, strandat den 15.12 1883 vid Agger. 23 man räddade med raketapparat från Agger.
- Briggen Lady Stanley, strandad den 2.6 1888 vid Flyvholm. Åtta man räddade med raketapparat från Flyvholm.
- Briggen Gunhild av Sölvesborg grundstötte den 11.8 1890 på resa från Åhus till Sunderland med last av bok. Alla räddade. Kom senare flott med Svitzers assistans.
- Barken Marianne av Rostock, strandad på Skagen den 11.3 1889 på resa från Gent till Köpenhamn med stenkol. Elva räddade med egen hjälp.
- Briggen Valborg av Simrishamn, strandad på Skagen den 7.11 1891 på resa från Leith till Åhus med kol. Sju man räddade med räddningsbåt från Kandestederne.
- Barken Erato av Sölvesborg, strandad på Skagen den 7.2 1894 på resa från Helsingborg till Garston med trälast. Två man drunknade och 20 räddades.
- Barken Haakon Haakonson av Tvedestrand, strandad på Skagen den 23.12 1903 på resa från Århus till Tvedestrand i barlast. 11 personer räddade i räddningsbåt från Grenen.
- Okänd.
- Okänd.